# Marcel Péju
Marcel Péju (* 13. Oktober 1922 in Lyon; † 4. Dezember 2005 in Paris) war ein französischer Journalist.

## Leben
Marcel Péju war der älteste Sohn von Élie Péju (1901–1969). Seine jüngeren Brüder waren Raymond (1924–2018) und Georges (1930–2016), die als Buchhändler in Lyon arbeiteten und im Zweiten Weltkrieg der Résistance nahestanden. Sein Vater war Arbeiter bei Berliet, der sich nach der deutschen Besetzung zusammen mit Jean-Pierre Lévy dem Franc-Tireur angeschlossen hatte. Der Schriftsteller Pierre Péju ist sein Neffe. 
Péju absolvierte seine Schulzeit am Lycée du Parc und am Collège-lycée Ampère. Anschließend begann er an der Universität Lyon zu studieren, musste aber spätestens zu Beginn des Westfeldzugs abbrechen.
Am 8. April 1943 heiratete Péju in seiner Heimatstadt die Journalistin Paulette Flachat (1919–1979) und hatte mit ihr drei Kinder. Zusammen mit seiner Ehefrau gehörte Péju 1944 zu den ersten Mitarbeitern der Zeitung Lyon libre. Nach der Befreiung arbeiteten beide in der Redaktion von Lyon libre von André Ferrat (1902–1988) und Victor Fay (1903–1991). Als Redakteur betreute Péju 1950 deren letzte Ausgabe und ließ sich noch im selben Jahr in Paris nieder. Dort begann er für France Dimanche und Samedi-Soir zu schreiben und wurde dabei durch sein Interview mit Jean-Paul Sartre bekannt.
Dabei machte Sartre ihm ein Angebot, für seine Zeitschrift Les Temps Modernes (LTM) zu arbeiten. Péju nahm dieses Angebot an und fungierte ab 1953 bei LTM zusammen mit Jean Pouillon (1916–2002) als Chefredakteur. Politisch interessiert, stand er der Kolonialpolitik seines Landes sehr kritisch gegenüber. Er verurteilte die Französische Doktrin (→Algerienkrieg) und unterschrieb im September 1960 zusammen mit Sartre und vielen anderen das Manifest der 121.
Bereits zu dieser Zeit stand Péju der „Union démocratique du manifeste algérien“ (UDMA) nahe und galt als Sympathisant des „Mouvement pour le triomphe des libertés démocratiques“. Nach dem Massaker von Paris vom 17. Oktober 1961 begann er die Nationale Befreiungsfront Algeriens zu unterstützen. Nach einem polemischen Artikel im Juni 1962 kam es deshalb zum Bruch mit Sartre und Péju gab seinen Posten bei LTM auf.
Im Februar 1963 gründete Péju zusammen mit Gérard Chaliand (* 1934) und Jacques Vergès (1925–2013) die Zeitschrift Révolution africaine. Seine wichtigste Veröffentlichung dort war im Juni 1965 sein Bericht vom Staatsstreich Houari Boumediennes (Algerien). Später schrieb Péju als freier Mitarbeiter für Magazine wie Constellation und Science & Vie, aber auch für Le Figaro littéraire. 1979 wurde er von Amin Maalouf, dem Chefredakteur der Zeitschrift Jeune Afrique, engagiert.
Anlässlich einiger Recherchen für eine Reportage machte Péju die Bekanntschaft der polnischen Malerin Ludmiła Murawska (* 1935). Ein Jahr nach dem Tod seiner ersten Ehefrau Paulette heiratete er in zweiter Ehe Murawska in Paris.
Mit 83 Jahren starb Marcel Péju in Paris und fand dort auch seine letzte Ruhestätte.